# Podtureň
Podtureň é um município da Eslováquia, situado no distrito de Liptovský Mikuláš, na região de Žilina. Tem 5,08 km² de área e sua população em 2018 foi estimada em 1.117 habitantes.

## Demografia
| Ano:        | 1994 | 2004    | 2014    | 2024   |
| ----------- | ---- | ------- | ------- | ------ |
| Broj ljudi: | 433  | 514     | 1014    | 1055   |
| Razlika:    |      | +18,70% | +97,27% | +4,04% |

| Ano:               | 2023 | 2024   |
| ------------------ | ---- | ------ |
| Número de pessoas: | 1063 | 1055   |
| Diferença:         |      | -0,75% |